# Перший виступ УВО
The first appearance of the UVO
Перший виступ УВО (також його називають першим частковим проявом) — терористичні та диверсійні акції, здійснені на території Східної Малопольщі та, меншою мірою, на Волині Українською Військовою Організацією (УВО) у 1921—1923 рр. найбільша інтенсивність якого припала на літо-восени 1922 р.

## Передумови
Після того, як Рада Послів Антанти погодилася на окупацію Польщею Східної Галичини, втраченої в польсько-українській війні, більшість українських політичних сил у Другій Польській Республіці (Речі Посполитій) продовжували сумніватися в праві Польщі керувати цією територією. 31 серпня 1920 року в Празі українські політики в еміграції, переважно ветерани польсько-української війни, заснували Українську Військову Організацію, яка поставила собі за мету створення незалежної української держави шляхом відокремлення від Польщі Львівського, Тернопільського і Станиславівського воєводств.
Люцина Кулінська вважає, що прелюдією до початку атак стали православні та греко-католицькі святкування П'ятидесятниці у червні 1921 року, під час яких відбулася панахида за українськими вояками полеглими в боях з поляками. Відсутність твердої реакції уряду на антипольські акценти під час цих урочистостей спонукала націоналістів до організації збройного повстання.
Окрім націоналістів до протестів приєдналися й комуністи.

## Хід виступів
У середині 1921 року Євген Коновалець повернувся до Польщі з-за кордону і взяв під свій контроль провід УВО. Коновалець змінив колегіальну систему прийняття рішень, яка була несумісна з підпільними умовами, запровадивши посади командирів. Таким чином реорганізований УВО почала проводити акції.
Одним із перших актів терору став невдалий замах на Юзефа Пілсудського 25 вересня 1921 року у Львові, який здійснив член УВО, студент Степан Федак на псевдо «Смок».
Напад на главу держави спричинив численні арешти (27 осіб), що напружило сили УВО і призвело до тимчасового припинення нападів. Вони були знову приєднані в 1922 році.
Серед протестувальників домінували підпали — підпалювалися житлові та господарські будинки, купи зерна, сіна та соломи, які найчастіше належали поміщикам та осадникам. Другою за чисельністю категорією нападів були диверсійні акти — розривалися комунікації, розбиралися залізничні колії, підривалися мости, руйнувалися державні будівлі. Були також напади на представників польської держави — військових, поліцейських, чиновників, лояльних до польської держави українців. Особливо багато нападок було здійснено на кандидатів до сейму перед виборами, призначеними на 5 листопада 1922 року. Це призвело до масового виходу українців з виборчих комісій та до посилення бойкоту виборів, оголошеного Євгеном Петрушевичем та УВО. Боївки УВО майже не проводили акцій проти польського війська, але перед виступами охоче переодягалися в польські однострої. Вибухівку, привезену контрабандою з-за кордону, ховали серед книжок, у кошиках із продуктами. Розповсюдження агітаційних відбитків часто здійснювалося за допомогою посилок із печатками греко-католицьких парафіяльних установ.
У жовтні 1922 року УВО створив і запустив у Східній Малопольщі партизанський загін чисельністю близько 50 осіб під командуванням Степана Мельничука та Павла Шеремети. Загін атакував хутори та колоністів, убив кандидата в посланці Березовського в Мишкові Каміонецького повіту, але того ж місяця зазнав поразки. За спрощеним судом Мельничук і Шеремета були розстріляні 11 листопада 1922 року у Чорткові.
Хронологія нападів, під час яких повідомлялося про загиблих:
- 14 травня 1922 р. — убивство в Братковіцах рядового Міхалика, констебля на залізничному мосту
- 19 травня 1922 р. — у Долині вбито інформатора Долчана
- 27 липня 1922 р. — убивство старости в Підгорцях «за зраду українського народу»
- 22 серпня 1922 року під час замаху на старосту в Дулібах помилково вбили нічного сторожа Дмитра Кущака
- 27 серпня 1922 р. — у Підгорцях поблизу Стрия застрелено старосту гміни Антона Гната
- 14 вересня 1922 р. — у Любичі був розстріляний Міхал Лановий, член виборчої комісії. Вбивці — Роман Луцейко та Василь Крупа — були спіймані та розстріляні судом у Львові 29 листопада 1922 року .
- 17 вересня 1922 р. — розстріл в Кучуві Великому Юри Терейчука
- 8 жовтня 1922 року — в Жаб'ї вбито констебля Яна Буга
- 14 жовтня 1922 р. — убивство коменданта поста в Плаучі
- 15 жовтня 1922 р. — убито Сидора Твердохліба, педагога, поета, творця виборчого блоку «хліборобів», кандидата в депутати до сейму. Напад стався на залізничній станції Сапежанка поблизу с Керамічні вироби Strumiłowa
- 19 жовтня 1922 р. — убивство в Чорному Ласі біля с Підгаєцький поліцая Міхала Корчовського
- 19 жовтня 1922 р. — у Перемишлі вбито Теофіла Філіпова
- 24 жовтня 1922 р. — убивство лейтенента Томаша Черника, сторожа форту в Перемишлі
- 25 жовтня 1922 р. — убивство Шереметським відділом директора школи і кандидата в депутати Березовського.
- 2 листопада 1922 р. — розстріл Василя Пєчуляка, кандидата в депутати в Іспасі
- 4 листопада 1922 р. — розстріл у Пацикові біля с. Долина Ілька Васильчишина, бургомістра, кандидат у депутати
- 4 листопада 1922 р. — убивство в Росочах біля Коломиї Антонія Бахманюка, кандидата у депутати
- 16 листопада 1922 року в Келіхуві вбито члена виборчої комісії Миколая Мачицького
- 17 грудня 1922 р. — розстріл у Січковцях біля с Гусятин міського голови Яна Фурмана
- 22 січня 1923 р. — убивство багнетами поліцая і унтер-офіцера і двох рядових. Місцем злочину були Купчиці та Денисів Тарнопольського повіту
- 28 січня 1923 р. — розстріл констебля Накорецького в Козляку біля с Тернопіль

## Кількість подій і понесених збитків
У дослідженні 2-го відділу Генерального штабу Війська Польського за період січень 1922 — березень 1923 рр. перелічені такі категорії подій:
| Вид акції                        | Кількість повторень |
| -------------------------------- | ------------------- |
| Спалені хутори та садиби         | 94                  |
| Невдалі підпали садиб і садиб    | 9                   |
| Спалені садиби колоністів        | 54                  |
| Невдалі підпали ферм колоністів  | 1                   |
| Загинули солдати, жандарми та ін | 22                  |
| Вбивав своїх                     | 13                  |
| Невдалі замахи на життя          | 11                  |
| Диверсійні акти                  | 60                  |
| Невдалі диверсійні акти          | 8                   |
| Розграбовані особняки            | 11                  |
| Сутички з військами              | 18                  |
| Разом                            | 301                 |

За словами Люцини Кулінської, наведені дані є фрагментарними. Владислав Побог-Маліновський повідомив, що лише за перші сім тижнів 1922 року було 470 підпалів. За словами Петра Мірчука, тільки влітку-восени 1922 року було 2300 різного роду виступів. Тадеуш Ольшанський підрахував, що під час виборів до Сейму 1922 р. УВО та українські комуністи здійснили близько 2,3 тис. підпалів і тридцяти восьми диверсій на залізниці на шкоду Польській державі. Аналогічне число (2300) наводить Ришард Торжецький. Ґжеґож Мотика вважає, що цифра близько 300 диверсій і диверсій ближча до реальності. Серед них він згадує:
- 17 нападів на державних службовців (5 осіб загинуло);
- 15 нападів на українців (9 осіб загинуло);
- 129 підпалів і пограбувань;
- 27 диверсій на державних об'єктах;
- 35 перерізів комунікацій.

За підрахунками 2-го відділу Генерального штабу польських збройних сил, внаслідок заворушень 1922—1923 рр. збитки (включаючи перевезення військ) становили щонайменше 15 мільярдів польських марок, тобто близько 800 тис. доларів.

## Реакція польської держави
Через статус Східної Малопольщі польська влада не оголошувала надзвичайний стан у відповідь на заяви УВО. Замість нього були введені спрощені суди та смертна кара, також за злочини проти власності.
Поштовхом до більш інтенсивних дій проти УВО стали напади перед виборами до сейму, особливо вбивство Сидора Твердохліба. Завдяки свідченням одного з терористів, Михайла Дзиковського, було отримано багато секретної інформації про УВО. Було встановлено склад Верховного штабу УВО. Було ув'язнено близько 1500 осіб, хоча влада підрахувала, що безпосередньо в антипольських виступах брали участь близько 3000 осіб. Наприкінці листопада 1922 року Євген Коновалець під загрозою арешту разом з кількома іншими високопоставленими діячами УВО втік до Чехословаччини. Реакція влади призвела до зменшення масштабів протестів, хоча УВО продовжувала свою діяльність.
Люцина Кулінська вважає, що діяльність УВО була спрямована на розпалювання національного повстання, яке, однак, не вибухнуло. Причину цього він бачить у запізнілому охопленні агітацією українського селянства. Більшість виступів була зроблена силами української інтелігенції. Крім того, багато акцій УВО провалилися через погану підготовку та досвід виконавців. Помилкою було починати атаки з невдалої атаки на главу держави.
Перша поява УВО сприяла підвищенню національної свідомості українського суспільства та гальмувала польське осадництво.

## Виноски
1. ↑  Florentyna Rzemieniuk, Unici Polscy 1596—1946, Siedlce 1998, s. 202
2. ↑  Lucyna Kulińska, Działalność terrorystyczna i sabotażowa nacjonalistycznych organizacji ukraińskich w Polsce w latach 1922—1939, Kraków 2009, ISBN 978-83-7188-147-3, s. 146
3. ↑  , Ryszard Torzecki, "Kwestia ukraińska w Polsce w latach 1923-1929"
4. ↑  Ryszard Torzecki, Kwestia ukraińska w polityce III Rzeszy 1933—1945, Warszawa 1972, s.51
5. ↑  Ryszard Torzecki, Kwestia ukraińska w polityce…, op. cit., s. 51
6. ↑  Lucyna Kulińska, Działalność terrorystyczna ukraińskich organizacji nacjonalistycznych w Polsce w okresie międzywojennym, [w:] Biuletyn IPN, nr. 7-8 lipiec — sierpień 2010, str.43-44
7. ↑  Ryszard Torzecki, Kwestia ukraińska w Polsce…, op. cit., s.62-63. Zdaniem Lucyny Kulińskiej oddział ten był proweniencji komunistycznej — zob. Lucyna Kulińska, Działalność terrorystyczna…, op. cit., s.174, przypis 43
8. ↑  Lucyna Kulińska, Działalność terrorystyczna…, op. cit., s.309, przypis 16
9. ↑  Lucyna Kulińska, Działalność terrorystyczna…, op. cit., ss. 161—181
10. 1 2  Lucyna Kulińska, Działalność terrorystyczna…, op. cit., s.178
11. ↑  Tadeusz Olszański, Historia Ukrainy XX wieku, Warszawa 1994, s. 128
12. ↑  Ryszard Torzecki, Kwestia ukraińska w Polsce…, op. cit., s.62
13. ↑  Grzegorz Motyka, Od rzezi wołyńskiej do akcji «Wisła», s.16
14. 1 2  Lucyna Kulińska, Działalność terrorystyczna…, op. cit., s.184
15. 1 2  Lucyna Kulińska, Działalność terrorystyczna…, op. cit., s.183